# Ахмед (кратер)
Ахмед(лат. Ahmad) — 18-километровый ударный кратер на Энцеладе, спутнике Сатурна. Координаты центра — 57°52′ с. ш. 49°59′ в. д. / 57,87° с. ш. 49,98° в. д. Западная часть кратера практически отсутствует — разрушена при формировании рытвин Самарканд. Внутреннюю часть кратера занимает большая куполообразная возвышенность, возникшая вследствие релаксации поверхности после удара или, по некоторым предположениям, образованная веществом, поступившим из рытвин Самарканд. По соседству с ним (северо-западнее) находится меньший кратер Пери-Бану. Кратер был обнаружен на снимках космического аппарата «Вояджер-2», а через некоторое время подробно снят зондом «Кассини-Гюйгенс».

## Эпоним
Назван в честь Ахмеда — персонажа сборника народных сказок «Тысяча и одна ночь» — младший сын, принесший отцу волшебное яблоко; женился на Пери-Бану. Это название было утверждено Международным астрономическим союзом в 1982 году.